# Lista de regiões metropolitanas da Paraíba por PIB
| Posição | Região metropolitana                        | Estado  | PIB - IBGE/2012 | Imagem de satélite |
| ------- | ------------------------------------------- | ------- | --------------- | ------------------ |
| 1       | Região Metropolitana de João Pessoa         | Paraíba | 19 098 972      |                    |
| 2       | Região Metropolitana de Campina Grande      | Paraíba | 6 823 075       |                    |
| 3       | Região Metropolitana de Patos               | Paraíba | 1 527 587       |                    |
| 4       | Região Metropolitana de Guarabira           | Paraíba | 1 277 655       |                    |
| 5       | Região Metropolitana de Cajazeiras          | Paraíba | 1 207 239       |                    |
| 6       | Região Metropolitana de Sousa               | Paraíba | 921 118         |                    |
| 7       | Região Metropolitana do Vale do Mamanguape  | Paraíba | 884 976         |                    |
| 8       | Região Metropolitana de Esperança           | Paraíba | 861 707         |                    |
| 9       | Região Metropolitana do Vale do Piancó      | Paraíba | 799 176         |                    |
| 10      | Região Metropolitana de Itabaiana           | Paraíba | 723 783         |                    |
| 11      | Região Metropolitana de Barra de Santa Rosa | Paraíba | 421 708         |                    |
| 12      | Região Metropolitana de Araruna             | Paraíba | 319 817         |                    |